# Johannes Ludwig Schmitt
Johannes Ludwig Schmitt (* 24. Juni 1896 in Stuttgart; † 19. September 1963) war ein deutscher Mediziner, Politiker (Schwarze Front) und politischer Aktivist.

## Leben und Wirken
Schmitt wurde 1896 in Stuttgart geboren. Ab 1906 besuchte er das klösterliche Gymnasium St. Ottilien in Dillingen. Danach nahm er ab 1914 als Soldat eines schwäbischen Regiments am Ersten Weltkrieg teil. Im Krieg lernte Schmitt unter anderem den späteren nationalsozialistischen Politiker Rudolf Heß kennen, der sein Freund und später auch sein Patient wurde.
Nach dem Ende des Ersten Weltkriegs schloss Schmitt sich dem Freikorps Epp an und beteiligte sich an der Niederschlagung der Münchner Räterepublik. Ab 1919 studierte Schmitt Medizin an den Universitäten München und Tübingen. 1923 schloss er sein Studium mit der Promotion ab und ließ sich danach als praktischer Arzt in München nieder.
1930 gründete Schmitt eine Privatklinik in der Münchener Leopoldstraße (Schmitt-Klinik), die binnen kurzer Zeit großen Zulauf fand. Auf besondere Resonanz stießen dabei die von Schmitt angewendeten alternativen Heilverfahren wie Homöopathie, Kräuterbäder und die praktische Psychosomatik, der Glaube an die leib-seelische Einheit und die Zusammenhänge zwischen körperlichen Krankheitsgeschehen und psychischen Vorgängen.
Politisch tat Schmitt sich als Anhänger der Schwarzen Front hervor, einer sezessionistischen Gruppe der Nationalsozialistischen Deutschen Arbeiterpartei (NSDAP). Zu dieser Gruppe stieß Schmitt vor allem durch ihren Anführer, seinen Freund aus der Zeit beim Freikorps Epp, den abtrünnigen NS-Politiker Otto Strasser.
1933, nach der „Machtergreifung“ Hitlers, der in Strasser einen Intimfeind sah, versteckte Schmitt Strasser einige Monate lang in seiner Privatwohnung und verhalf ihm schließlich zur Flucht in die Tschechoslowakei. Wenige Wochen später, im April 1934, wurde Schmitt von der Gestapo verhaftet und ins Münchener Gefängnis Stadelheim verbracht.
Im Frühsommer desselben Jahres sollte Schmitt im Rahmen der Niederschlagung des sogenannten „Röhm-Putsches“ erschossen werden. Grund dafür war wahrscheinlich die Hilfe, die Schmitt dem in der NSDAP verhassten Otto Strasser geleistet hatte. Schmitt entkam der Ermordung, da das SS-Kommando, das zu seiner Liquidierung entsandt wurde, nicht wusste, dass er sich bereits in Polizeigewahrsam befand und ihn so vergeblich in München und Umgebung suchte. An seiner Stelle wurde der Musikkritiker Wilhelm Schmid getötet, den man mit ihm, Schmitt, verwechselt hatte. Nachdem Schmitts Aufenthaltsort in Stadelheim der SS bekannt geworden war, wurde dieser von einem Hausmeister gerettet, der ihn in einem Holzverschlag vor der SS verbarg. Als man ihn dort entdeckte, hatte Hitler die Mordaktion bereits abgebrochen.
Schmitt blieb in der Folge noch bis zum Oktober 1935 in Haft. Da seine Münchener Klinik in der Zwischenzeit beschlagnahmt worden war, praktizierte Schmitt nach seiner Entlassung als Arzt in Berlin, wo der Stellvertreter des Führers Rudolf Heß und angeblich auch Heinrich Himmler zu seinen Patienten gehörten.
Im Mai 1941 wurde Schmitt erneut verhaftet und im KZ Sachsenhausen interniert – angeblich, weil er seinen früheren Kompaniekameraden Rudolf Heß zu dessen „Englandflug“ animiert hatte. In Sachsenhausen schrieb Schmitt auch, trotz widriger Umstände, sein Werk Atemheilkunst.
Nach dem Zweiten Weltkrieg nahm Schmitt seine Tätigkeit als praktischer Arzt in München wieder auf und vertrat die Interessen seines Berufsstandes. So beteiligte er sich an der Gründung der Notgemeinschaft Deutscher Ärzte, der zeitweise mehr als 20.000 Mediziner angehörten, und fungierte als 1. Vorsitzender des Ärztlichen Kreisverbandes München. Des Weiteren war er Sprecher der Münchener Oppositions e. V. und Mitbegründer der Europäischen Union für eine freiheitliche Medizin.
Große Erfolge erzielte Schmitt nach der Neugründung seiner Münchener Klinik mit der sogenannten Atemmassage, die nun im Mittelpunkt seiner Therapie stand. Zu Schmitts Lebzeiten erfolgte jedoch keine allgemeine medizinische Anerkennung der Atemmassage.
Als Interessenvertreter wandte sich Schmitt gegen die Institution der Kassenärztlichen Vereinigung und legte den „Münchner Plan zur Reform der Sozialversicherung“ vor.

## Werke
- Gehirntrauma und Duodenalgeschwür, 1922. (Dissertation)
- Atem und Charakter, Augsburg 1926.
- Das Hohelied vom Atem, Augsburg 1927.
- Atem, Haltung, Bewegung, Augsburg 1927.
- Der Goldene Schnitt der Ehe, Augsburg 1927.
- Zur Ethik und Ästhetik der Leibübungen. Ein Beitrag, Augsburg 1927.
- Kosmologie. Geheimnisse und Erkenntnisse, Augsburg 1928.
- Deutsche Ernährung, München 1932.
- Atemheilkunst, München 1956.
- Atom, Wahn und Wirklichkeit, München 1956.